# Abd al-Wahid II
Abd al-Wahid II ar-Raszid (arab. أبو محمد الرشيد عبد الواحد بن المأمون = Abū Muḥammad ar-Rašīd ʿAbd al-Wāḥid ibn al-Māʿmūn, zm. 1242) – kalif Maroka z dynastii Almohadów, syn kalifa Idrisa I al-Mamuna. 

## Życiorys
Objąwszy tron w 1232 roku, próbował umocnić władzę dynastii, osłabioną w wyniku nieprzemyślanych reform ojca. Stabilizacja kraju okazała się jednak niemożliwa, zwłaszcza po oficjalnym ogłoszeniu w 1236 roku niepodległości przez Hafsydów z Tunisu oraz w obliczu militarnego zagrożenia ze strony berberskich klanów Abdalwadydów i Marynidów.